# 昂古莱姆
昂古莱姆（法語：Angoulême，法語發音：[ɑ̃gulɛ̃m]），法国西部城市，新阿基坦大区夏朗德省的一个市镇，也是该省的省会和人口最多的城市，下辖昂古莱姆区。昂古莱姆的市镇面积为21.85平方公里，2022年1月1日时人口数量为41423人，在法国城市中排名第170位。
昂古莱姆位于阿基坦盆地和普瓦图平原的交汇处，夏朗德河畔，历史上为昂古穆瓦行省的首府，自法国大革命后至今一直是省会，同时也是这一地区的经济、科技和文化中心，多条干线公路及铁路在此交汇。法国第一海兵步兵联队驻扎于昂古莱姆，该市也因安古蘭國際漫畫節而闻名。

## 地名来源

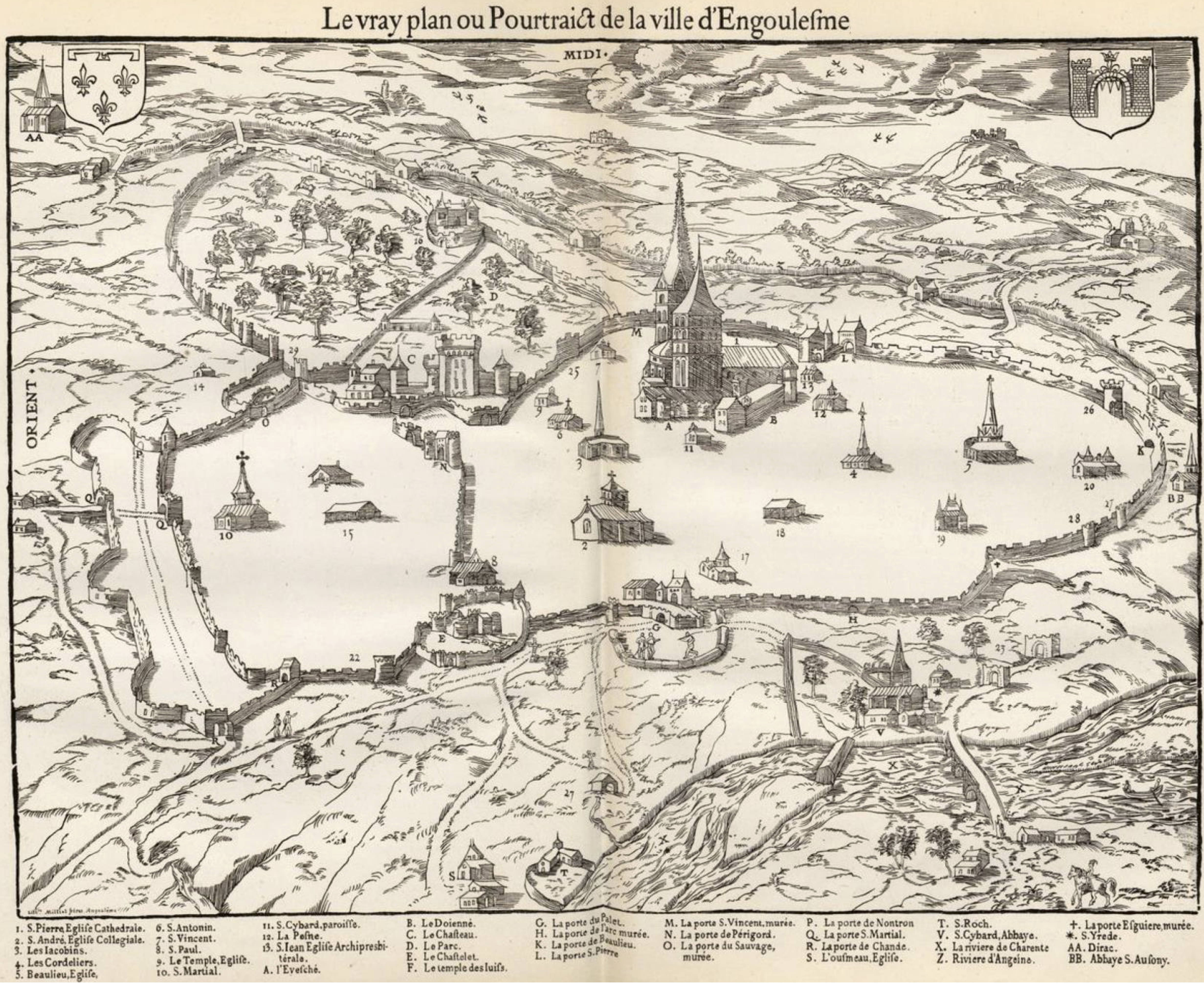
中世纪末的昂古莱姆地图

“昂古莱姆”一名最初于公元四世纪时以“Iculisma”的形式被记载，该名称的具体来源于含义尚存在争议：传统观念认为其来源于“In collisnâ”，意为“非常安定”，但是这一拼写不符合拉丁语语法；亦有观点认为其来源于高卢语“Iculisma”，意为“灌溉条件良好的土地”。在现代研究中，语言学家玛丽-泰蕾兹·莫莱提出其名称可能来源于日耳曼人物；而地方志学家皮埃尔-亨利·比伊（Pierre-Henri Billy）则认为这一名称与其附近一条叫“昂吉耶讷河”的溪流有关。

## 历史
昂古莱姆附近出土的文物表明，这一地区在新石器晚期就已出现人类活动。罗马时期则为佩特罗科尔人的领土范围。公元507年，西哥特人军队与克洛维一世在昂古莱姆附近发生武耶战役。中世纪初期，昂古莱姆先后被西哥特人及维京人占领。公元866年，昂古穆瓦行省建立，昂古莱姆为其核心城市。1204年，无地王约翰先与昂古莱姆的伊萨贝尔联姻，后改嫁吕西尼昂的于格十世，使得昂古莱姆在13世纪末为吕西尼昂家族统治。1360年，根据《布勒丁尼條約》，昂古莱姆伯国所在的阿基坦地区由英国人管理，但不到20年后即毁约。1394年，路易一世创建了昂古莱姆家族，后由弗朗索瓦一世纳入法兰西王国。法国大革命后，原昂古穆瓦行省的大部分地区组成夏朗德省，昂古莱姆成为省会并保持至今。

## 地理

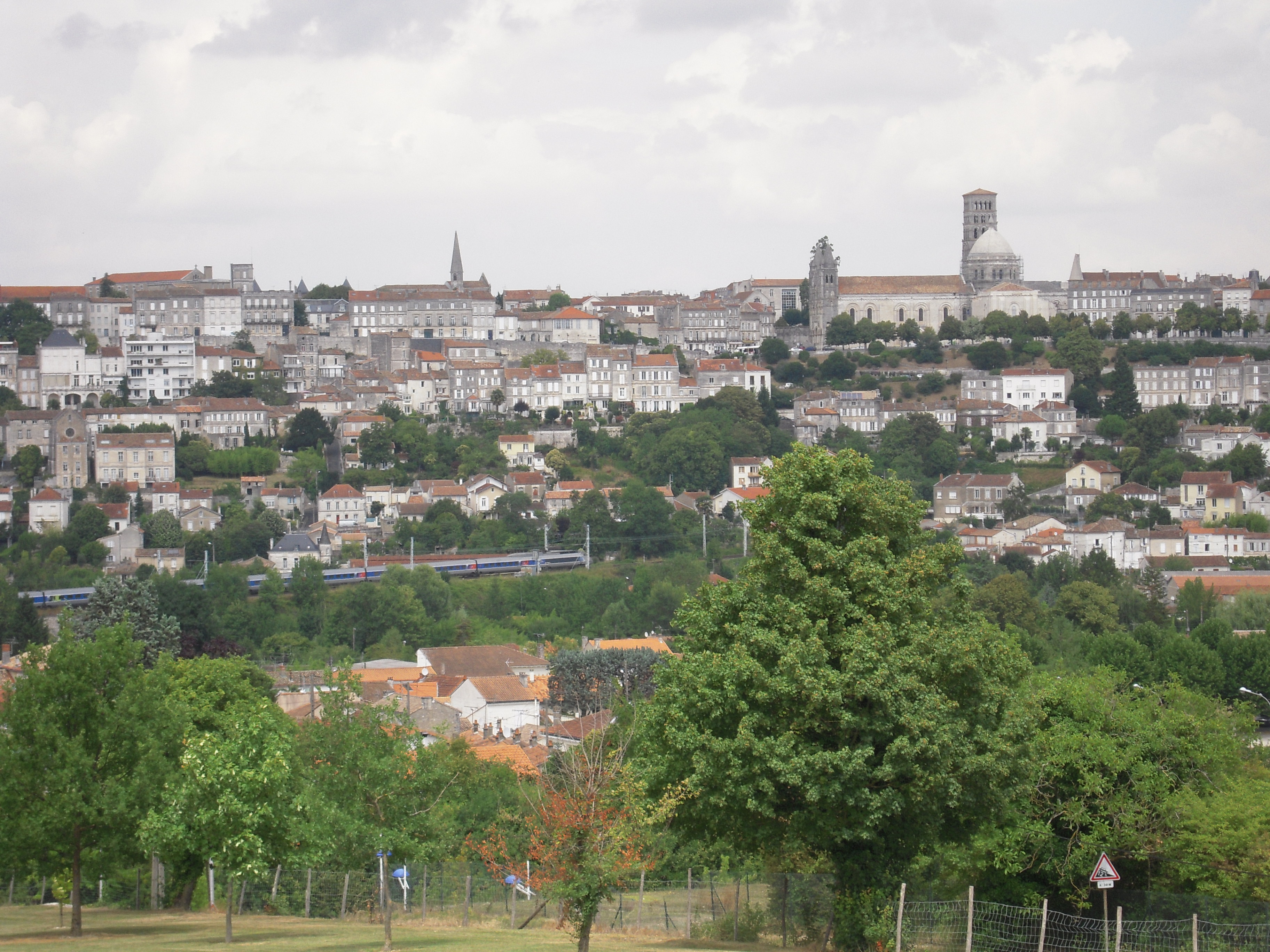
昂古莱姆远眺

昂古莱姆位于法国西部偏南，新阿基坦大区的中北部和夏朗德省的中南部，距离大区首府波尔多大约120公里。与昂古莱姆接壤的市镇包括：拉库罗讷、迪拉克、弗莱阿克、贡-蓬图夫尔、利勒代帕尼亚克、皮穆瓦延、圣米歇尔、夏朗德河畔圣伊里耶、苏瓦约。

### 地形
昂古莱姆位于普瓦图丘陵和阿基坦平原的过渡地带，所处地区属于浅丘地貌，其中老城区坐落在一处丘陵之上，新城则向四周发展。整个昂古莱姆市区的海拔在27至133米之间。

### 水文
夏朗德河自东向西流经昂古莱姆北部，昂古莱姆也是该河流经的唯一一座省会城市。该河独立入海，不属于法国五大流域当中的任何一个。

### 气候
昂古莱姆在柯本气候分类法中属于温带海洋性气候（Cfb），夏季炎热干燥，冬季温和多雨。
昂古莱姆市区南部的拉库罗讷境内设有气象站，以下为该站的数据：
| 拉库罗讷 1981–2010年 | 拉库罗讷 1981–2010年 | 拉库罗讷 1981–2010年 | 拉库罗讷 1981–2010年 | 拉库罗讷 1981–2010年 | 拉库罗讷 1981–2010年 | 拉库罗讷 1981–2010年 | 拉库罗讷 1981–2010年 | 拉库罗讷 1981–2010年 | 拉库罗讷 1981–2010年 | 拉库罗讷 1981–2010年 | 拉库罗讷 1981–2010年 | 拉库罗讷 1981–2010年 | 拉库罗讷 1981–2010年 |
| 月份                 | 1月                  | 2月                  | 3月                  | 4月                  | 5月                  | 6月                  | 7月                  | 8月                  | 9月                  | 10月                 | 11月                 | 12月                 | 全年                 |
| -------------------- | -------------------- | -------------------- | -------------------- | -------------------- | -------------------- | -------------------- | -------------------- | -------------------- | -------------------- | -------------------- | -------------------- | -------------------- | -------------------- |
| 历史最高温 °C（°F）  | 17.7 (63.9)          | 22.5 (72.5)          | 26.7 (80.1)          | 30.4 (86.7)          | 33.8 (92.8)          | 38.6 (101.5)         | 40.8 (105.4)         | 41.1 (106.0)         | 36.3 (97.3)          | 31 (88)              | 24.6 (76.3)          | 19.3 (66.7)          | 41.1 (106.0)         |
| 平均高温 °C（°F）    | 9.1 (48.4)           | 10.7 (51.3)          | 14.2 (57.6)          | 16.8 (62.2)          | 20.9 (69.6)          | 24.5 (76.1)          | 27.2 (81.0)          | 27.1 (80.8)          | 23.6 (74.5)          | 18.9 (66.0)          | 12.8 (55.0)          | 9.6 (49.3)           | 17.9 (64.2)          |
| 日均气温 °C（°F）    | 5.7 (42.3)           | 6.5 (43.7)           | 9.2 (48.6)           | 11.4 (52.5)          | 15.3 (59.5)          | 18.5 (65.3)          | 20.6 (69.1)          | 20.3 (68.5)          | 17.2 (63.0)          | 13.9 (57.0)          | 8.8 (47.8)           | 6.2 (43.2)           | 12.8 (55.0)          |
| 平均低温 °C（°F）    | 2.3 (36.1)           | 2.2 (36.0)           | 4.1 (39.4)           | 6 (43)               | 9.7 (49.5)           | 12.5 (54.5)          | 14 (57)              | 13.6 (56.5)          | 10.8 (51.4)          | 8.8 (47.8)           | 4.9 (40.8)           | 2.9 (37.2)           | 7.6 (45.7)           |
| 历史最低温 °C（°F）  | −17 (1)              | −14.6 (5.7)          | −11 (12)             | −4 (25)              | −1 (30)              | 1.5 (34.7)           | 5 (41)               | 4 (39)               | 0.5 (32.9)           | −3.9 (25.0)          | −8.3 (17.1)          | −11.5 (11.3)         | −17 (1)              |
| 平均降水量 mm（）    | 74.3 (2.93)          | 59.8 (2.35)          | 62.2 (2.45)          | 73 (2.9)             | 76 (3.0)             | 63.8 (2.51)          | 57.9 (2.28)          | 51.8 (2.04)          | 64.5 (2.54)          | 81.1 (3.19)          | 89.5 (3.52)          | 89.3 (3.52)          | 843.2 (33.20)        |
| 月均日照時數         | 80                   | 122.2                | 164                  | 191.4                | 216.1                | 267.7                | 262.2                | 236.7                | 218.8                | 149.8                | 88.9                 | 91.8                 | 2,089.6              |
| 来源：Infoclimat     |                      |                      |                      |                      |                      |                      |                      |                      |                      |                      |                      |                      |                      |

## 行政区划
昂古莱姆是法国新阿基坦大区夏朗德省的一个市镇，编号为16015，它也是夏朗德省的一个副省会。昂古莱姆下辖昂古莱姆区，隶属于夏朗德省第一选区，在省级选举划分上管理昂古莱姆第一县、第二县和第三县，同时也是昂古莱姆城市圈公共社区的办公驻地。
法国国家统计与经济研究所（简称）在进行数据统计时，将昂古莱姆及周边另外17个市镇设为昂古莱姆城市核心区，并将包括核心区在内的附近共108个市镇划为昂古莱姆城市区。自2020年起，昂古莱姆城市区被包含94个市镇的昂古莱姆城市辐射区代替。此外，还将昂古莱姆市镇分为了20个“块区”，以便于统计人口分布情况。

## 交通

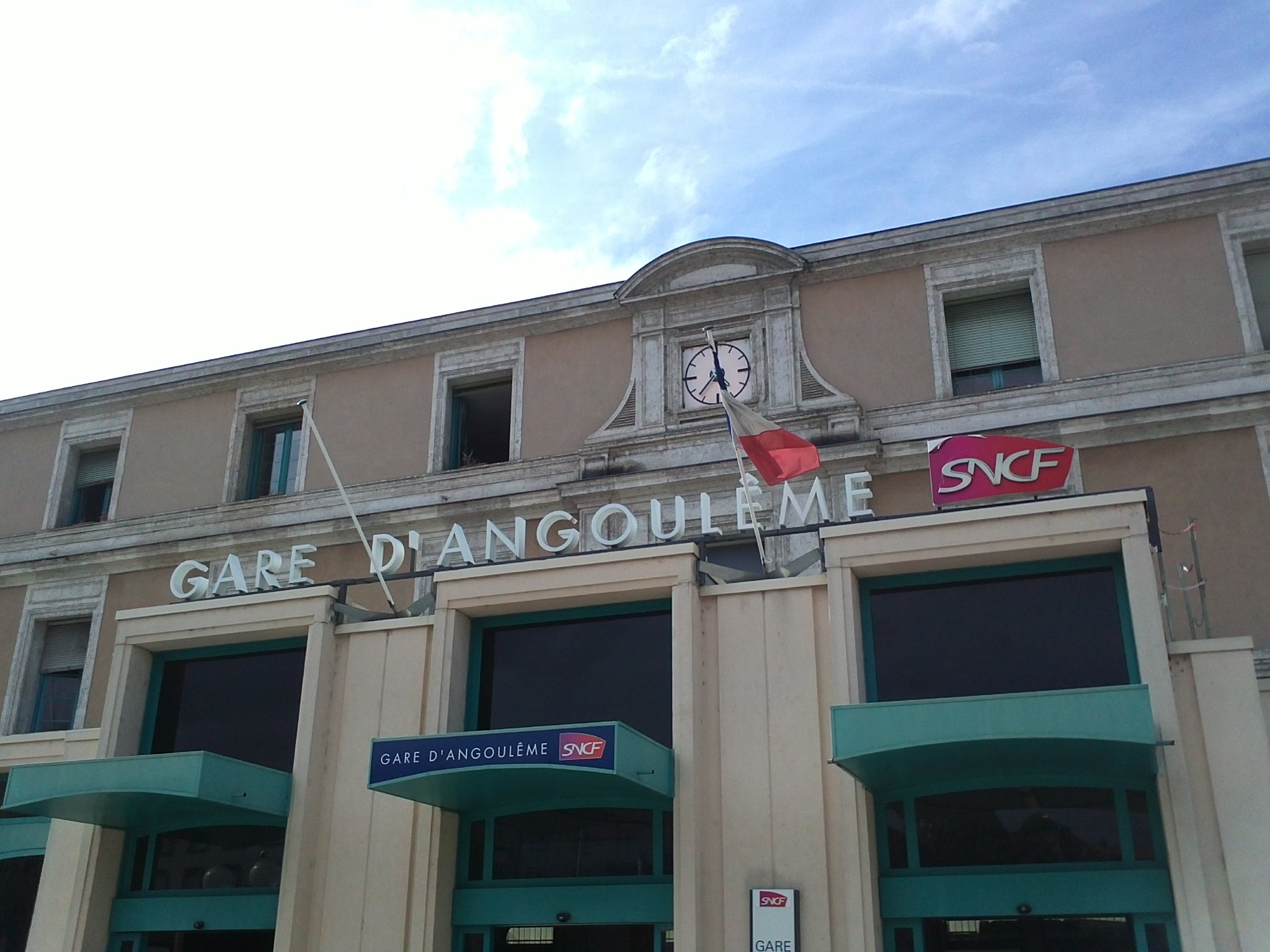
昂古莱姆火车站

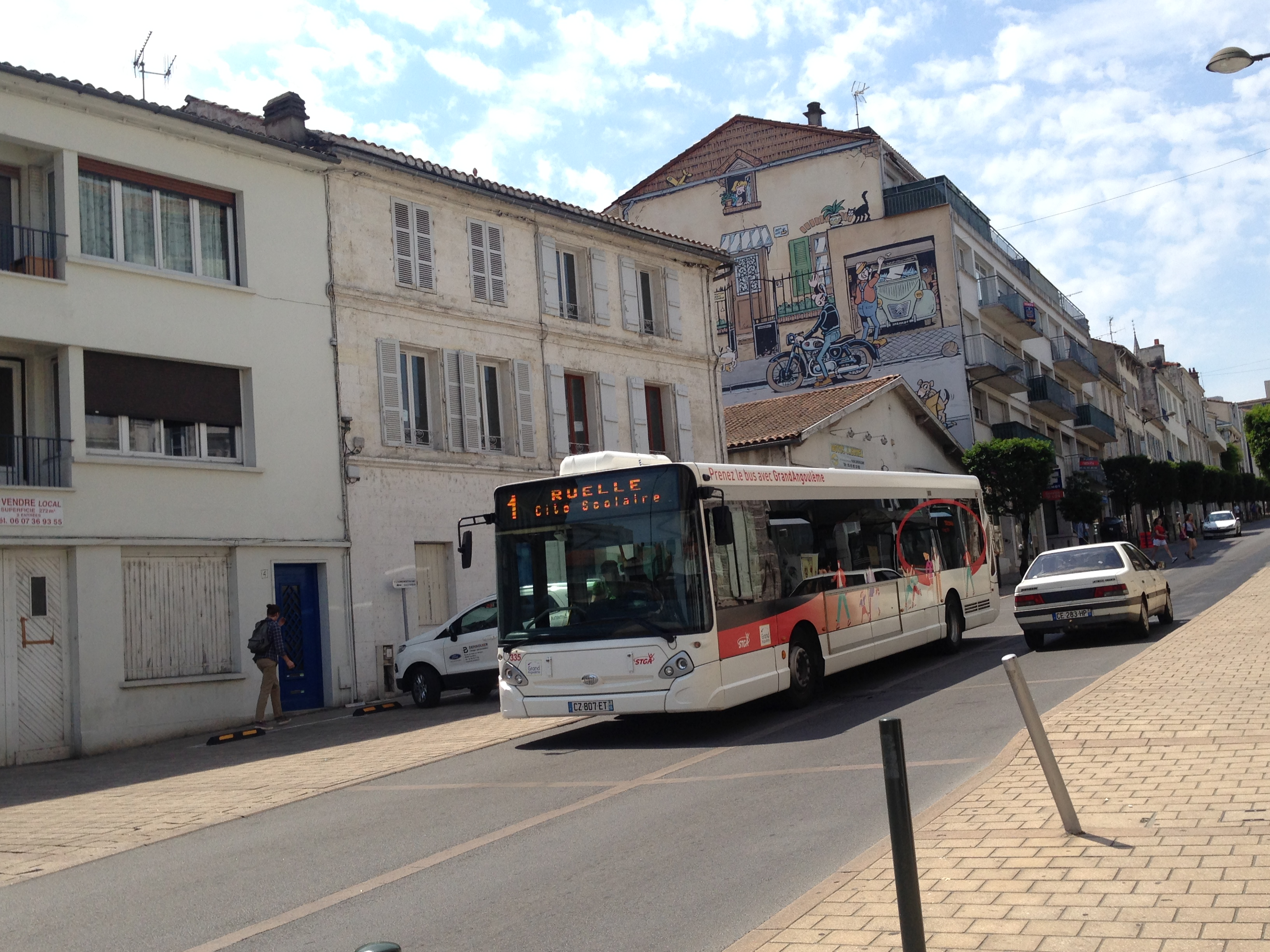
昂古莱姆公交1路

### 公路
法国国道N10线和N141线在昂古莱姆十字交叉，夏朗德省的十余条省道也在昂古莱姆交汇。
新阿基坦大区公共交通线路网开行由昂古莱姆前往萨亚-沙斯农火车站的大巴车线路，并可联程中转前往利摩日方向。夏朗德省城际客运开行连接昂古莱姆和省内主要市镇的常规或校车线路，而多尔多涅省城际客运则提供连接该省省会佩里格和昂古莱姆火车站的大巴车线路。
2017年，62.7%的昂古莱姆家庭拥有至少一辆的私人汽车。
2018年，昂古莱姆境内共发生各类交通事故12起，造成16人受伤。

### 铁路
昂古莱姆站位于巴黎－波尔多铁路线上，同时贝扬－昂古莱姆铁路和利摩日－昂古莱姆铁路也在此交汇。昂古莱姆站每天开行前往巴黎、里尔、斯特拉斯堡、波尔多方向的高铁列车，同时也开行前往普瓦捷、利布尔讷、鲁瓦扬及拉罗谢尔等地的区域列车。自2017年7月高铁南欧大西洋线建成后，由昂古莱姆前往巴黎的高铁列车最短旅行时间为1小时42分钟。2017年，昂古莱姆站累计发送旅客数量为1,598,700人次，是夏朗德省客运量最大的铁路车站。

### 航空
昂古莱姆-干邑国际机场位于昂古莱姆市区北部，开行货运及少量旅游包机航线。
距离昂古莱姆最近的民用航空机场为大约110公里外的波尔多-梅里尼亚克机场。

### 城市公共交通
昂古莱姆城市公共交通（商业名称为“Möbius”，2019年9月以前称为“STGA”）由大昂古莱姆交通集团负责运营和管理。截止2020年3月，昂古莱姆共有2条大容量公交线路（BRT）、10条常规公交线路、2条社区小巴和5条郊区线路，同时还设有定制公交线路服务，其线路网覆盖了整个大昂古莱姆城市圈公共社区内的16个市镇。
昂古莱姆大容量公交由两条线路组成，于2016年开工，已于2019年秋季投入使用。

## 政治

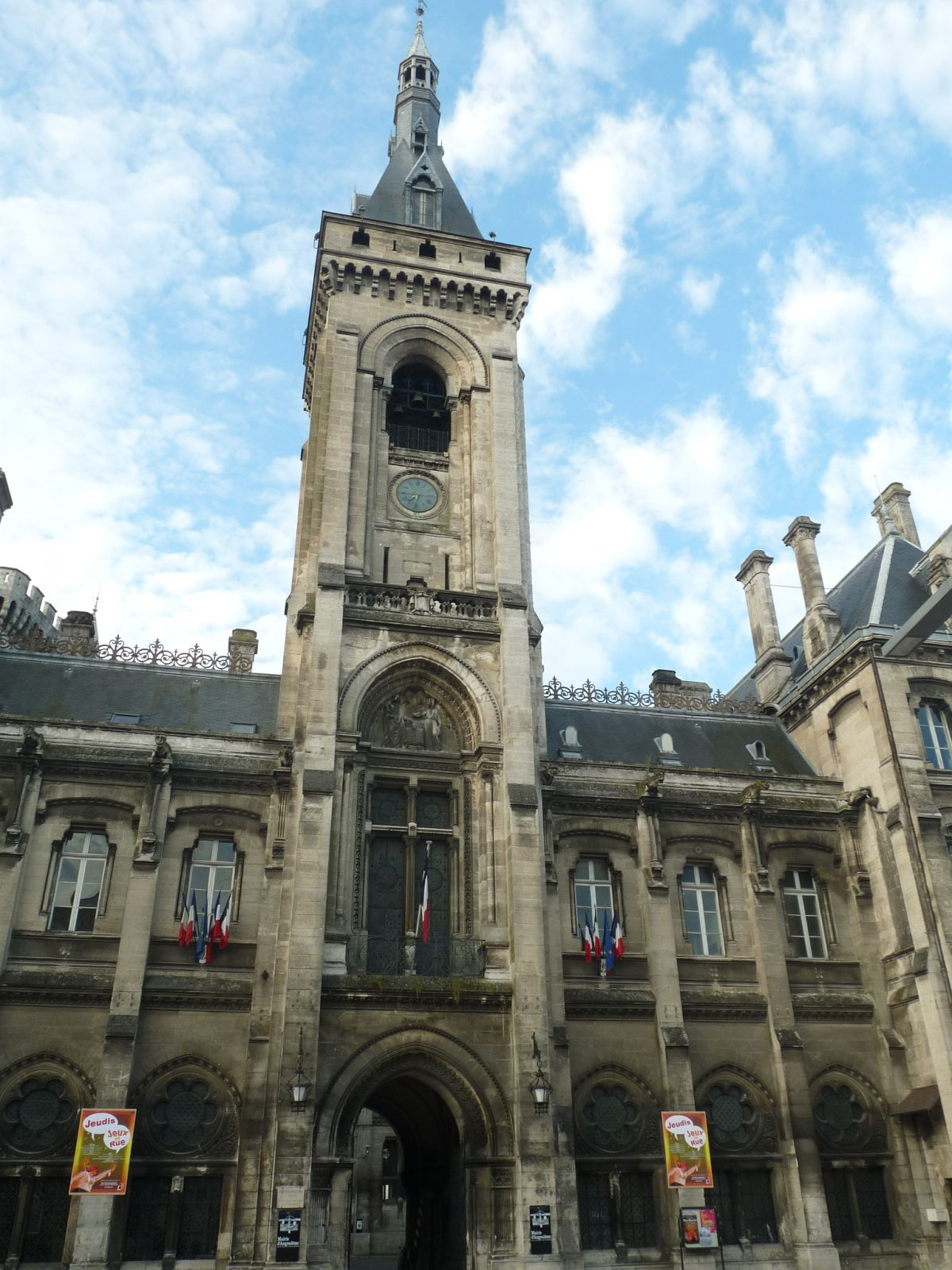
昂古莱姆市政厅

现任昂古莱姆市长为格扎维埃·博纳丰先生（Xavier Bonnefont），他以人民运动联盟成员的身份于2014年上任，他是一名右翼无党派人士，在2020年的市政选举中获得了52.68%的支持率。
在2017年法国大选的第一轮和第二轮选举当中，法国现任总统马克龙在昂古莱姆分别获得26.69%和77.25%的支持率，均居所有候选人首位。
| 昂古莱姆历届市长 |                  |                            |
| 任期             | 市长             | 党派                       |
| 1945年－1947年   | 安托南·德尼      | 不详                       |
| 1947年－1955年   | 罗热·博德兰      | 不详                       |
| 1955年－1958年   | 亨利·泰博        | CNIP全国独立人士与农民中心 |
| 1958年－1959年   | 鲁尔·布舍龙      | 不详                       |
| 1959年－1970年   | 亨利·泰博        | CNIP全国独立人士与农民中心 |
| 1970年－1977年   | 罗朗·希龙        | CNIP全国独立人士与农民中心 |
| 1977年－1989年   | 让-米歇尔·布谢龙 | PS社会党                   |
| 1989年－1997年   | 乔治·沙瓦纳      | CD法国民主中心             |
| 1997年－2008年   | 菲利普·莫泰      | CD法国民主中心             |
| 2008年－2014年   | 菲利普·拉沃      | PS社会党                   |
| 2014年－         | 格扎维埃·博纳丰  | DVD右翼无党派人士          |

## 人口
2017年，昂古莱姆市镇人口数量为41,740，在法国排名第172位。其中男性19,585人，女性22,155人，75岁及以上人口占8.5%，外籍人口数量为13,430人，人口密度为1,910人/平方公里，当地居民被称为（男性）或（女性）。2018年，昂古莱姆境内出生478人，死亡人口386人。
| 年份   | 1936   | 1946   | 1954   | 1962   | 1968   | 1975   | 1982   | 1990   | 1999   | 2008   | 2011   | 2016   | 2018   |
| ------ | ------ | ------ | ------ | ------ | ------ | ------ | ------ | ------ | ------ | ------ | ------ | ------ | ------ |
| 人口數 | 38,915 | 44,244 | 43,170 | 48,190 | 47,822 | 47,221 | 46,179 | 42,876 | 43,171 | 42,096 | 41,776 | 41,935 | 41,711 |

## 经济
昂古莱姆是一个区域性的中心城市，当地共有各类用人单位7,399家，平均历史为18年，其中98.83%为中小型企业（PME）。（电子机械生产）、（活体动物销售）及（化工）是当地2019年营业额最高的三个企业，分别为550,752,860欧元、64,964,075欧元和64,957,782欧元。

## 财政收入
2019年，昂古莱姆的财政收入总额为79,157,000欧元，财政支出总额为70,954,700欧元，当年的债务总额为57,813,600欧元。
2015年，昂古莱姆的人均月收入总额为2,299欧元，其中高级职员为4,128欧元，中级职员为2,367欧元，普通职员为1,785欧元。
2017年，昂古莱姆境内的青壮年（15至64岁）失业率为23.7%，当地43.1%的家庭拥有纳税资格。

## 社会事务

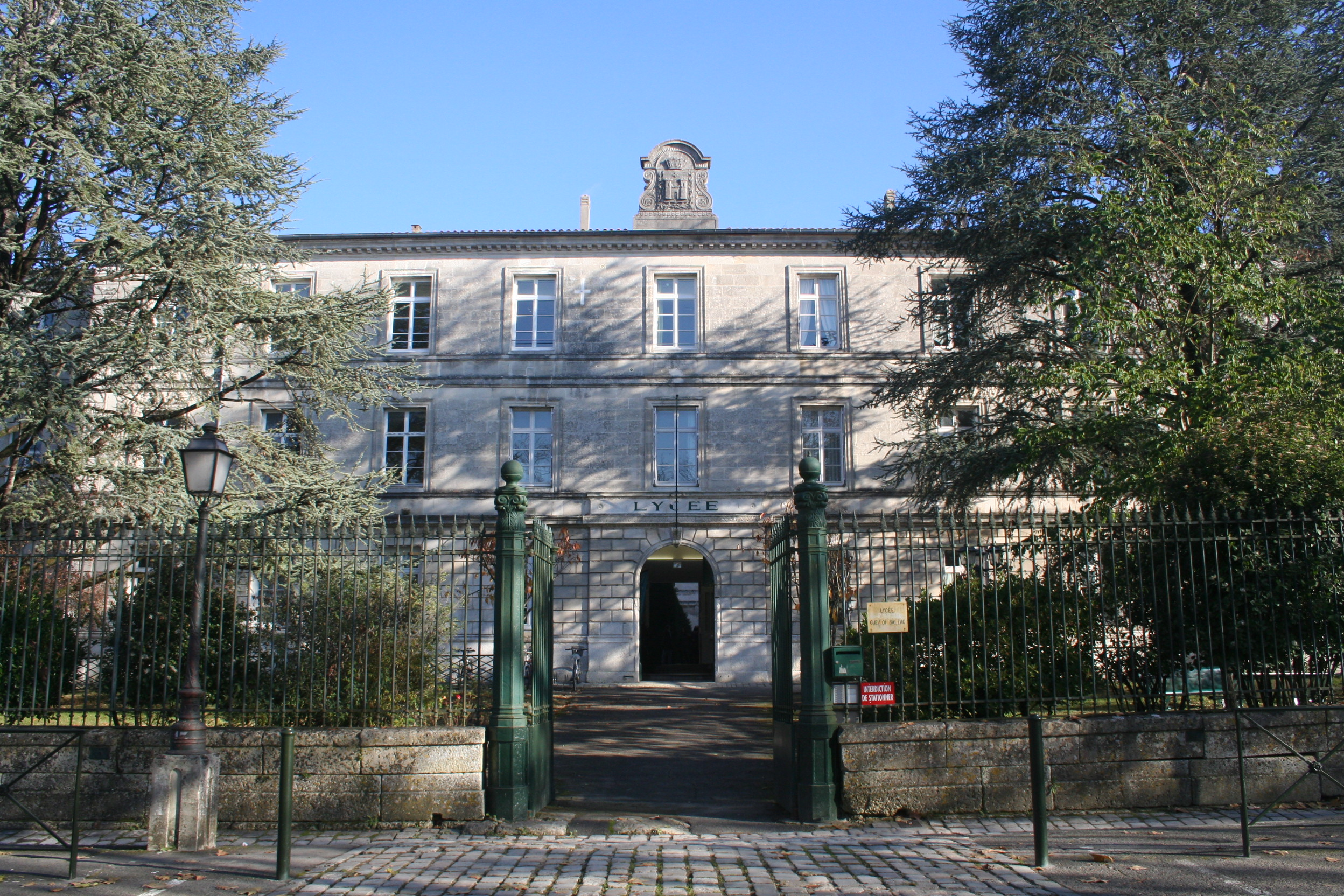
昂古莱姆巴尔扎克高级中学

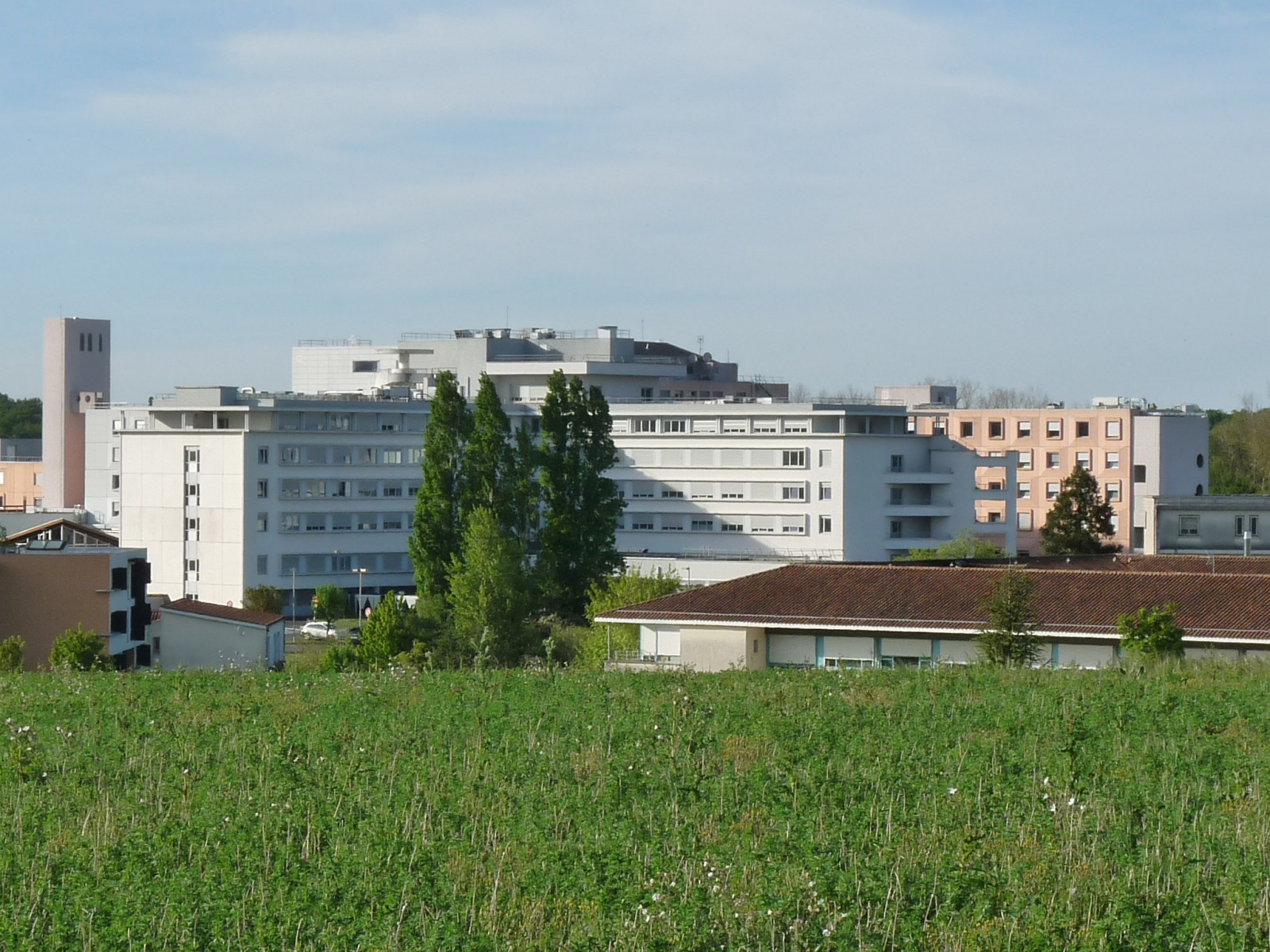
昂古莱姆中心医院

### 教育
昂古莱姆属于普瓦捷学区。截止2018年底，昂古莱姆境内共有15所幼儿园、19所小学、8所初级中学、6所普通高级中学和4所职业高级中学。
在高等教育方面，普瓦捷大学的“体育科学”和“社会法律”两个专业的部分课程设于昂古莱姆，另有昂古莱姆应用科技学院位于市区西部。作为动画之都，法国国立工艺学院下属的国立电玩和传媒学校以及由夏朗德省政府主管的非学历制动画电影学校也都位于昂古莱姆。

### 医疗
截止2019年1月1日，昂古莱姆境内共有全科医生38名、保健师31名、牙医28名、护士42名、耳科医生4名、眼科医生8名、皮肤科医生4名、助产士7名、儿科医生4名和妇科医生10名。境内共有药房21家、养老院9家、残疾人帮扶中心4家。
昂古莱姆中心医院是法国的一个区域性医疗机构，其主病区位于昂古莱姆市区西南部，设有床位602个，是当地规模最大的公立综合性医院。

### 住房
2017年，昂古莱姆境内共有各类住房26,091套，其中44%为独立式居民区，54.6%为集中式居民区。常住房屋占昂古莱姆市镇范围内居民建筑总量的86.4%。
在住房保障政策方面，2017年，昂古莱姆境内共有9,148户家庭获得了住房经济补助，受益人数占总人口数量的21.9%，其中8,922份为房租补助。此外，自2012年起，昂古莱姆所在城市圈公共社区联合法国国家住房部对境内的所有老旧房屋实施翻新计划。

### 商业
2019年，昂古莱姆境内共有各类实体商铺1,176家，其中餐厅205家、大型超市15家、杂货店16家、面包房39家、肉铺14家、书店18家、装饰品店9家、银行门店36家、美容美发店83家、汽车维修店29家。当地个体性的商铺主要位于昂古莱姆市中心，大型商场则主要分布在市区东部的苏瓦约商业中心境内。

### 体育

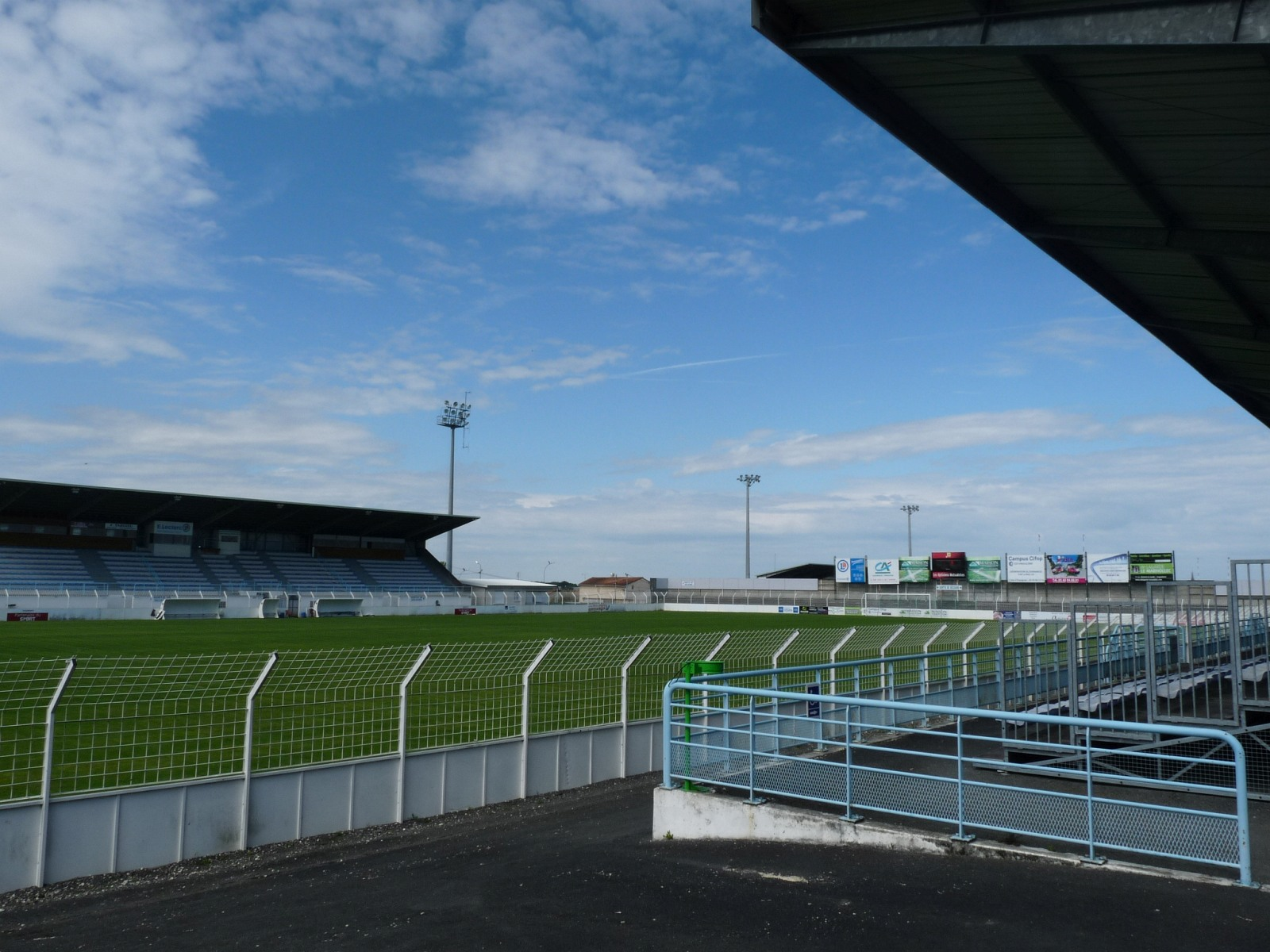
卡米耶-勒邦球场

2019年，昂古莱姆境内共有18间体育馆、7座综合体育场、35处网球场、10处足球或橄榄球场、16处篮球或排球场以及1处高尔夫球场。昂古莱姆设有市政体育队，下设多个不同项目的运动团体。
昂古莱姆手球俱乐部是当地的一支手球队，其女子队曾于2002至2010年间参加法国手球甲级联赛。
昂古莱姆橄榄球俱乐部成立于2010年，2019至2020赛季参加法国橄榄球乙级联赛。
昂古莱姆足球俱乐部则是当地的一支足球队，成立于1920年，2020至2021赛季参加法國全國乙組聯賽（法丁），其主场卡米耶-勒邦球场位于市区东南，可同时容纳6,500名观众。除此之外，截至2021年3月，当地还有12家注册足球俱乐部。

### 环境
昂古莱姆境内的环境和可持续发展事务大昂古莱姆城市圈公共社区负责。2015年，昂古莱姆市区内共有3家污染企业，当年的二氧化氮浓度为26.5µg/m³、悬浮颗粒物（PM10）19µg/m³。

### 治安
昂古莱姆市区内共有一个派出所、一个国家宪兵队和4个消防站。
2014年，昂古莱姆及其附近地区共发生各类案件5,296起，其中盗窃类案件3,567起，经济类案件408起，毒品交易和运输案件166起。

## 文化
2019年，昂古莱姆境内共有1家剧场、2家电影院、4家博物馆和2家音乐厅。昂古莱姆市政府提供多媒体中心，向公众全年开放。

### 建筑
昂古莱姆是法国艺术与历史之城，其境内有多处历史古迹。昂古莱姆主教座堂，全名为“昂古莱姆圣伯多禄大教堂”（Cathédrale Saint-Pierre d'Angoulême），是天主教昂古莱姆教区的座堂所在地，建于1100年，是法国首批国家文物保护单位。昂古莱姆圣马夏尔教堂、昂古莱姆博物馆也是当地的重要景点。而代表性的现代景观则为国际动画城，位于昂古莱姆市区西部，于2002年被法国文化部列为“国家级博物馆”。

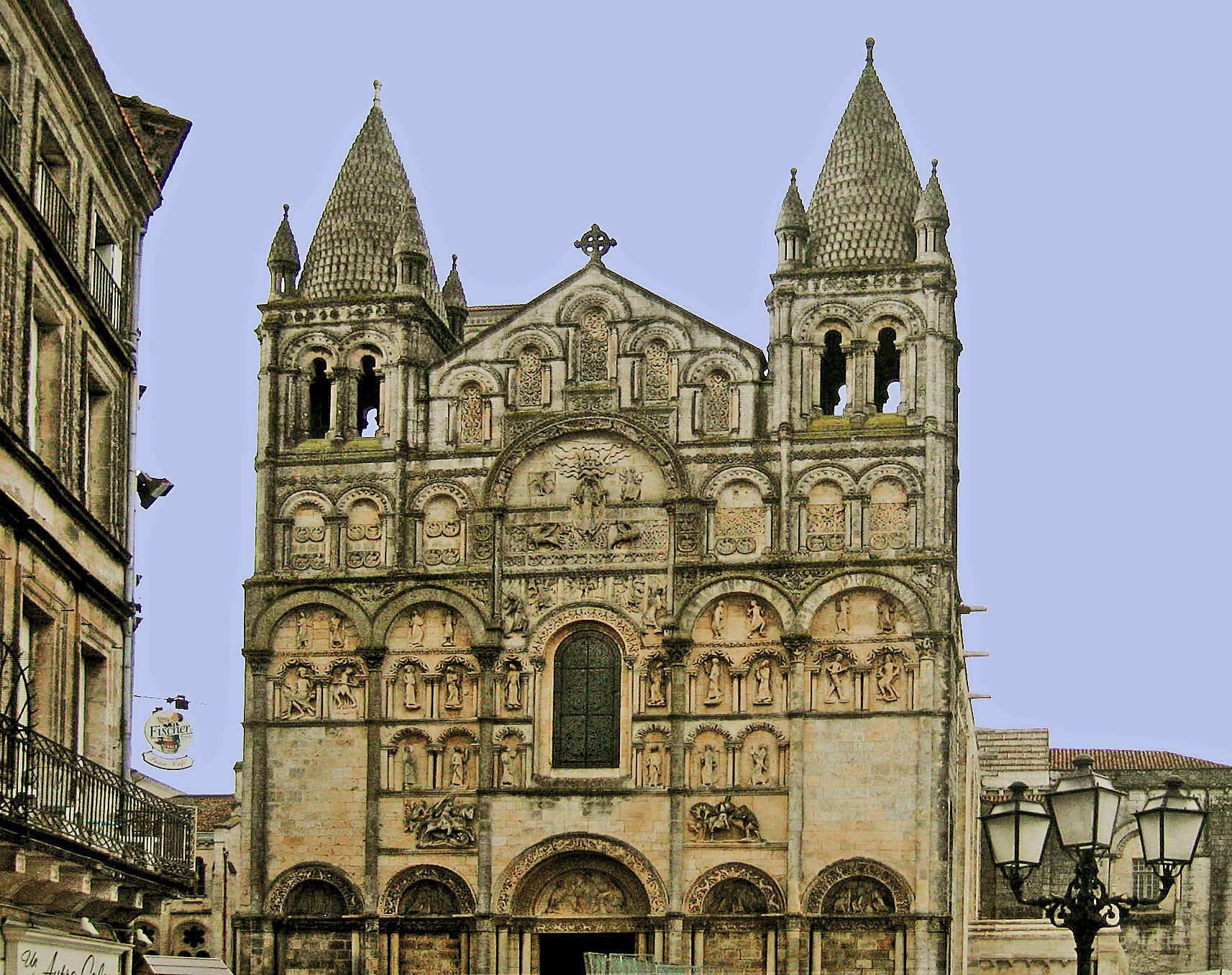
昂古莱姆主教座堂
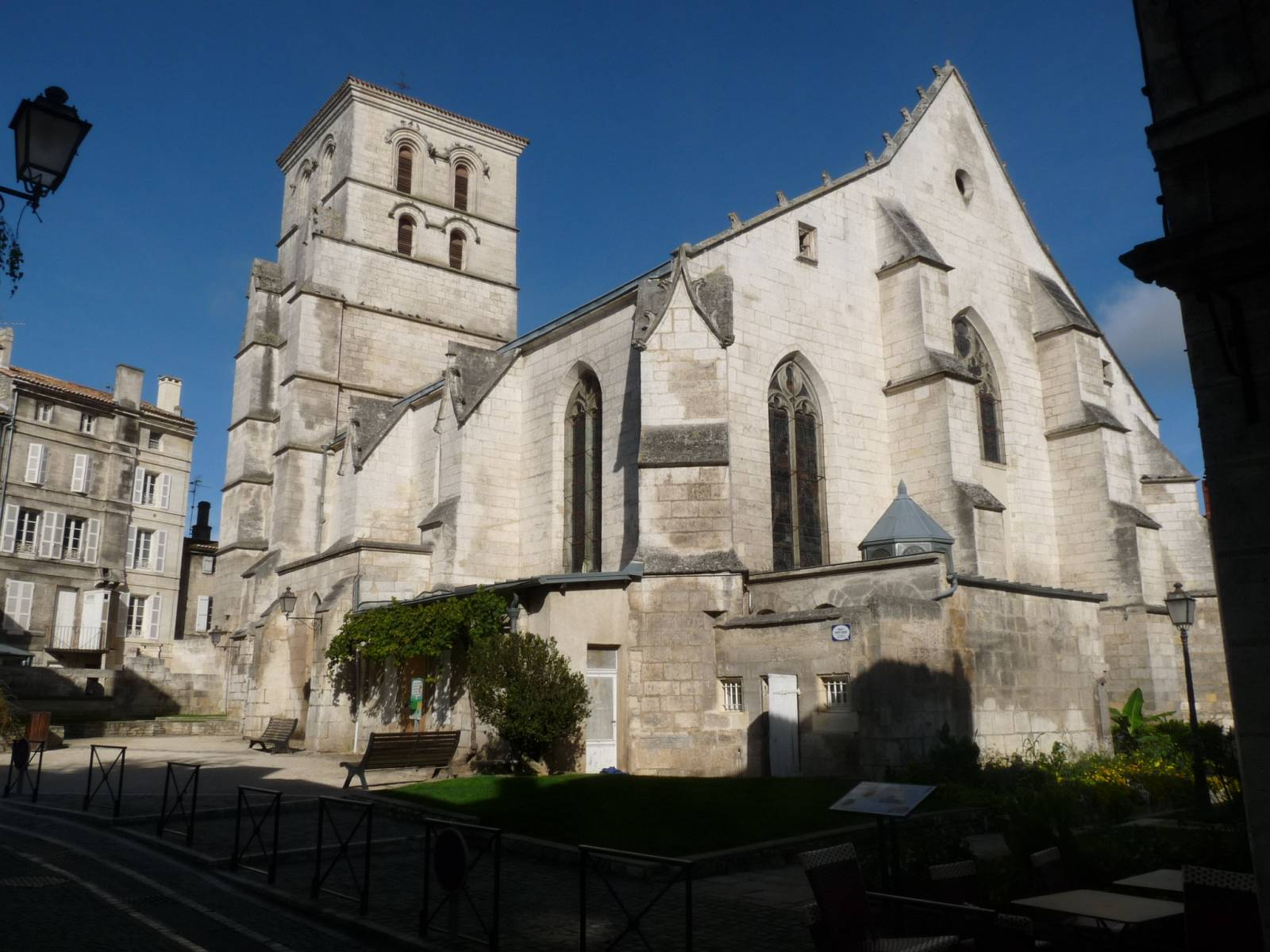
圣安德烈教堂（法语：Église Saint-André d'Angoulême）
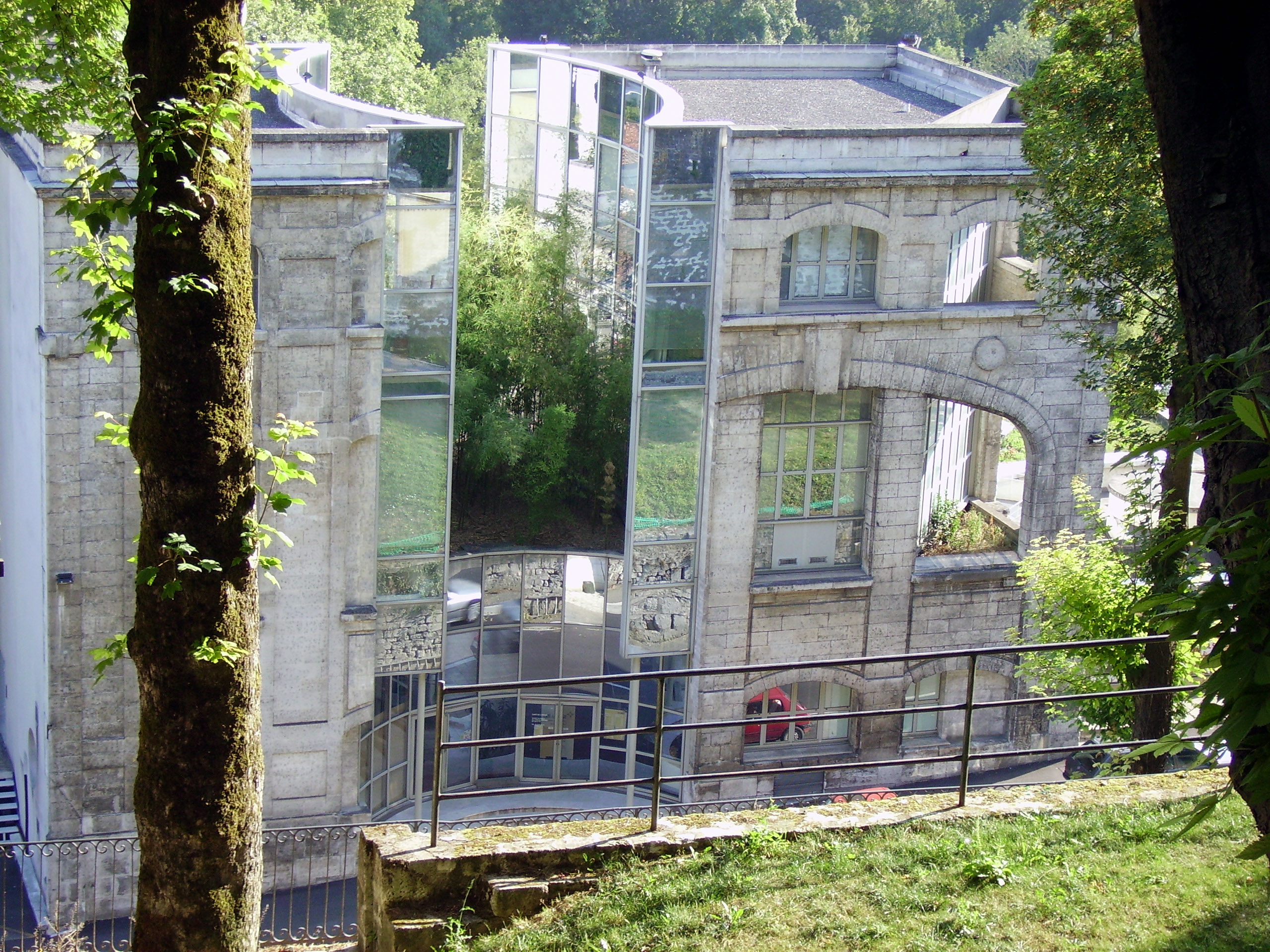
圣锡巴尔修道院（法语：Abbaye de Saint-Cybard）
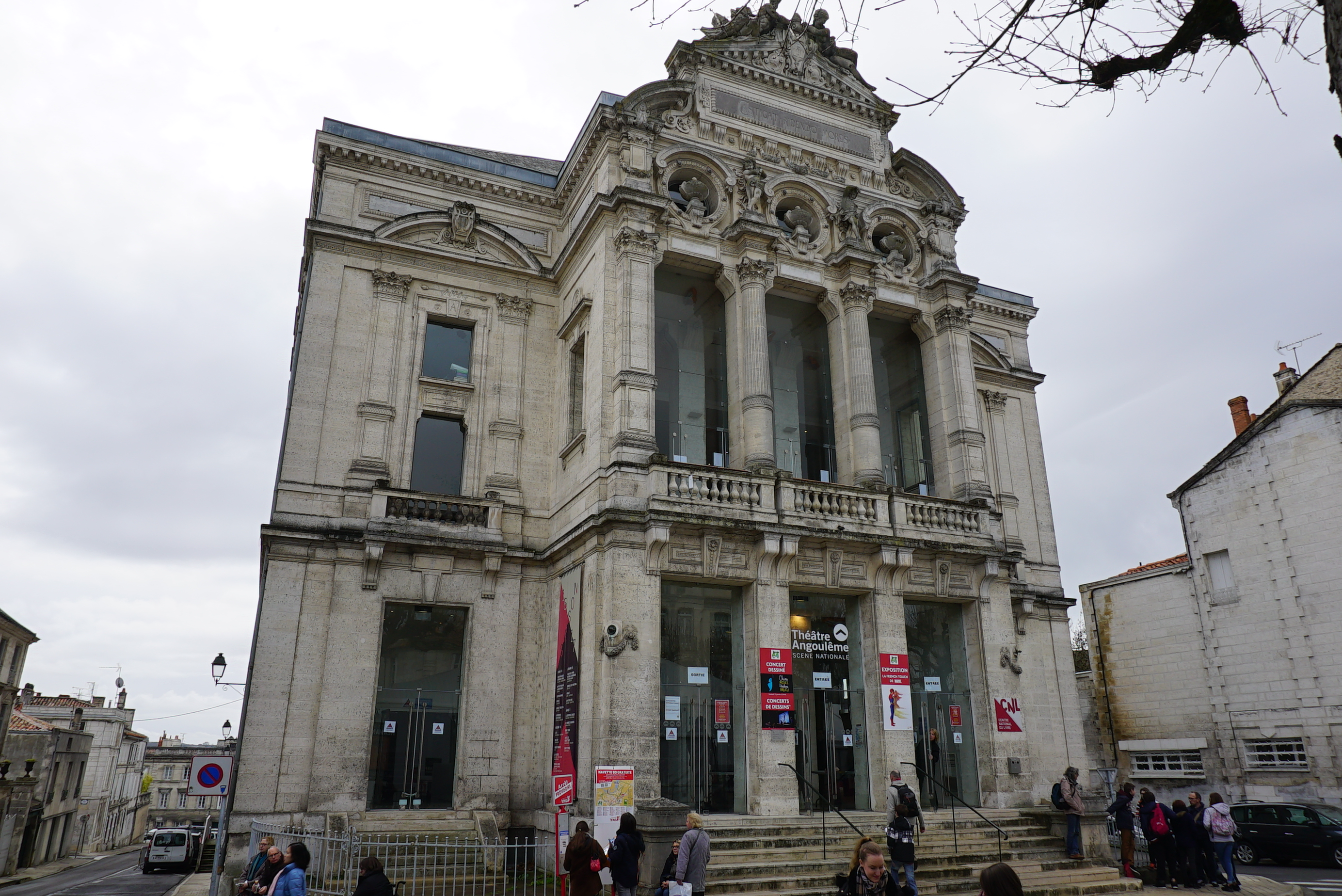
昂古莱姆大剧场（法语：Théâtre d'Angoulême）
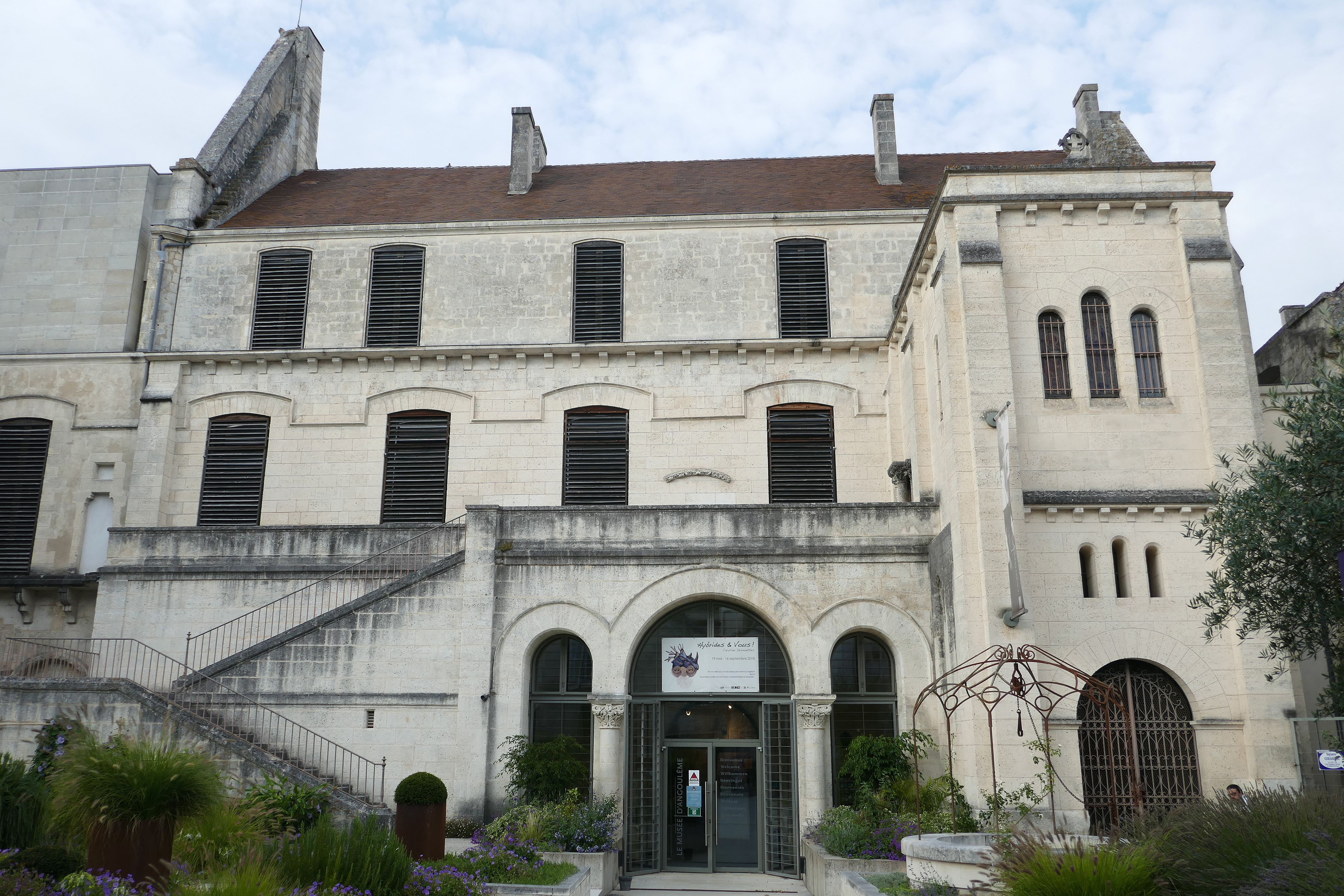
昂古莱姆博物馆
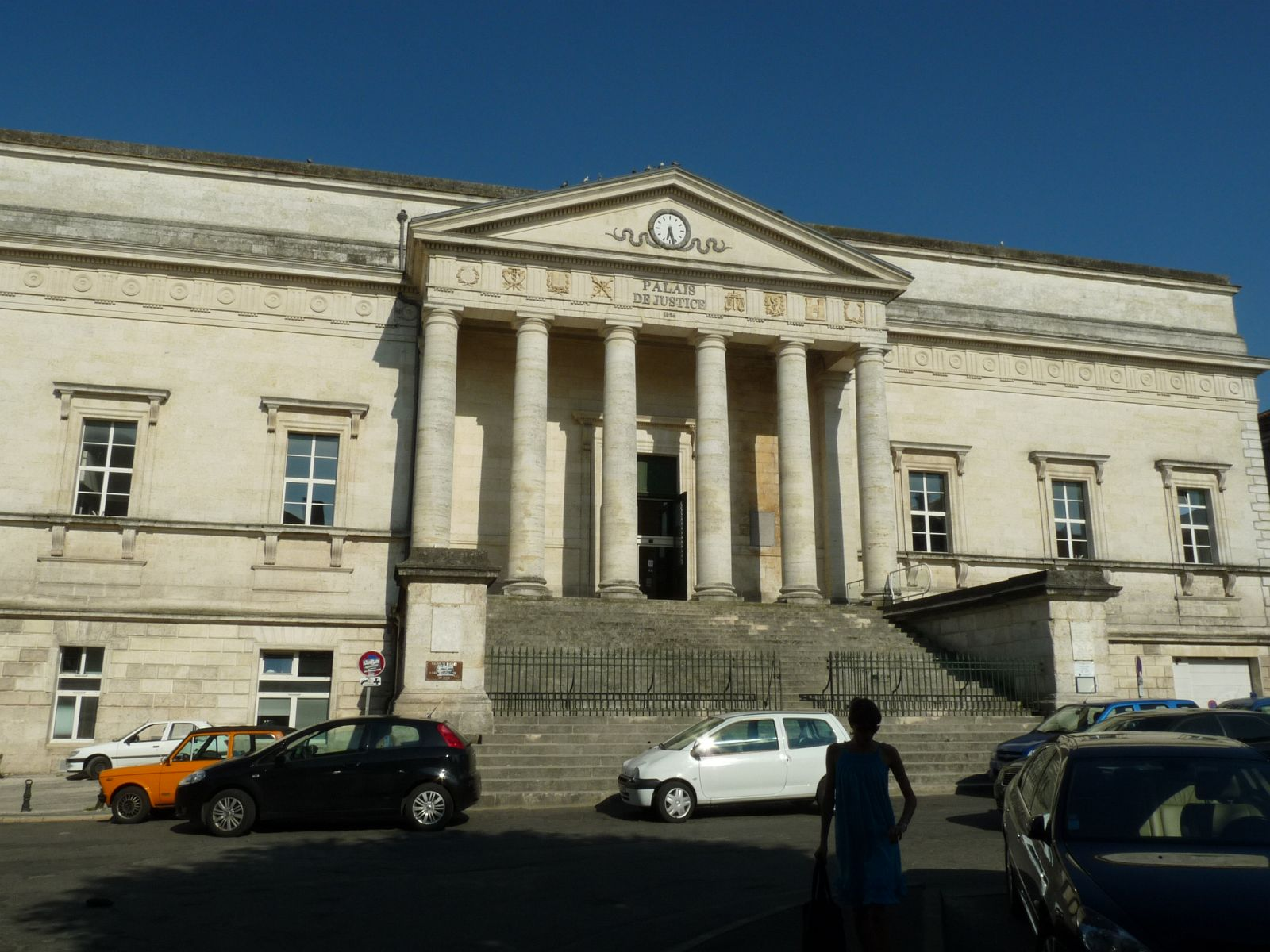
审判法院

### 旅游

昂古莱姆街头壁画

截止2020年1月1日，昂古莱姆境内设有1处旅游咨询处（Maison de Tourisme）和13家宾馆共计384间房间。

### 媒体
法国主要的媒体均可在昂古莱姆接收，法国电视三台下属的新阿基坦大区频道在部分时段播出昂古莱姆所属区域的地方新闻。
《自由夏朗德报》是法国的一个重要的省级刊物，总部位于昂古莱姆，在夏朗德省境内发行。

### 活动
安古蘭國際漫畫節创建于1974年，是欧洲历史上最悠久的漫画展览，与美国加州圣地牙哥漫画节并称为国际两大漫画节。而昂古莱姆法语电影节也是当地的一个重要文化活动，每年8月举办。

## 相关人物
法国中世纪诗人梅兰·德·圣热莱、刺杀亨利四世的凶手弗朗索瓦·拉瓦亚克、地理学家安德烈·特韦、文学家让-路易·盖兹·德·巴尔扎克、物理学家夏尔·库仑、社会学家莫里斯·杜瓦杰和橄榄球运动员吕多维克·梅尔西耶出生于昂古莱姆。

## 友好城市
截止2019年8月初，昂古莱姆共设有9对友好城市：

| - 英格兰 伯里 - 加拿大 希库蒂米 - 俄羅斯 格连吉克 | - 德国 希尔德斯海姆 - 美国 霍夫曼伊斯塔特 - 葡萄牙 查韋斯 | - 塞古 - 羅馬尼亞 图尔达 - 西班牙 维多利亚 |